# Grottes du Quéroy
Les grottes du Quéroy sont des grottes situées dans la commune de Chazelles en Charente.

## Localisation
Situées dans la commune de Chazelles en Charente, elles se trouvent à la lisière est de la forêt de Bois Blanc, pas loin du lieu-dit du Quéroy d'où leur nom.

## Description
Il s'agit de grottes naturelles, formées dans le calcaire jurassique fissuré du karst de La Rochefoucauld il y a 12 millions d'années, par les eaux de la Touvre qui coulent maintenant 80 mètres en contrebas.
À la surface du sol, au milieu du bois de chênes, on peut deviner un lapiaz, couvert parfois d'une fine couche de terre.
Une trentaine de chambres creusées par les eaux souterraines dans le plateau calcaire : un parcours aménagé de 1 200 m de galeries permet de découvrir les concrétions calcaires, draperies, stalactites et stalagmites. La température varie entre 8 °C (à 25 mètres de profondeur) et 12 °C (pour la partie à 12 mètres de profondeur).

## Histoire
Ces grottes ont été découvertes par hasard en 1892 par une promeneuse Lise Bosnot et sa chienne Pastille poursuivant un renard. Les grottes ont été presque aussitôt exploitées touristiquement et explorées plus complètement par Norbert Casteret. Des fouilles scientifiques y ont été conduites de 1972 à 1980.  
Bien longtemps après avoir fonctionné comme un piège naturel pour la faune au cours du Paléolthique, la grotte a été fréquentée au Néolithique moyen (Ve millénaire av. J.-C.), a connu une utilisation funéraire au IIIe millénaire, puis plusieurs occupations au cours de l'âge du Bronze et de l'âge du Fer.  Des pièces remarquables venant de ce site, dont des vases portant des bandes de signes dits "pictogrammes"  de la fin de l'âge du Bronze (IXe s. av. J.-C.), sont présentées au musée d'Angoulême. 
Ces grottes s'appelaient autrefois les grottes de Barouty. 
Pendant la Seconde Guerre mondiale, les grottes ont servi d'abri à la Résistance, ce qui a endommagé quelques stalactites dans l'entrée.
Dans les années 1960, les grottes ont été aménagées pour le tourisme : allées cimentées, construction d'un mini-golf (encore ouvert l'été), d'un restaurant (fermé actuellement).

## Faune ancienne
Les grottes du Quéroy font partie des sites ayant livré de l'antilope saïga (Saiga tatarica), ainsi que des ossements de rennes et de chevaux (cf. supra).

## Visite touristique
Ces grottes sont visitables :

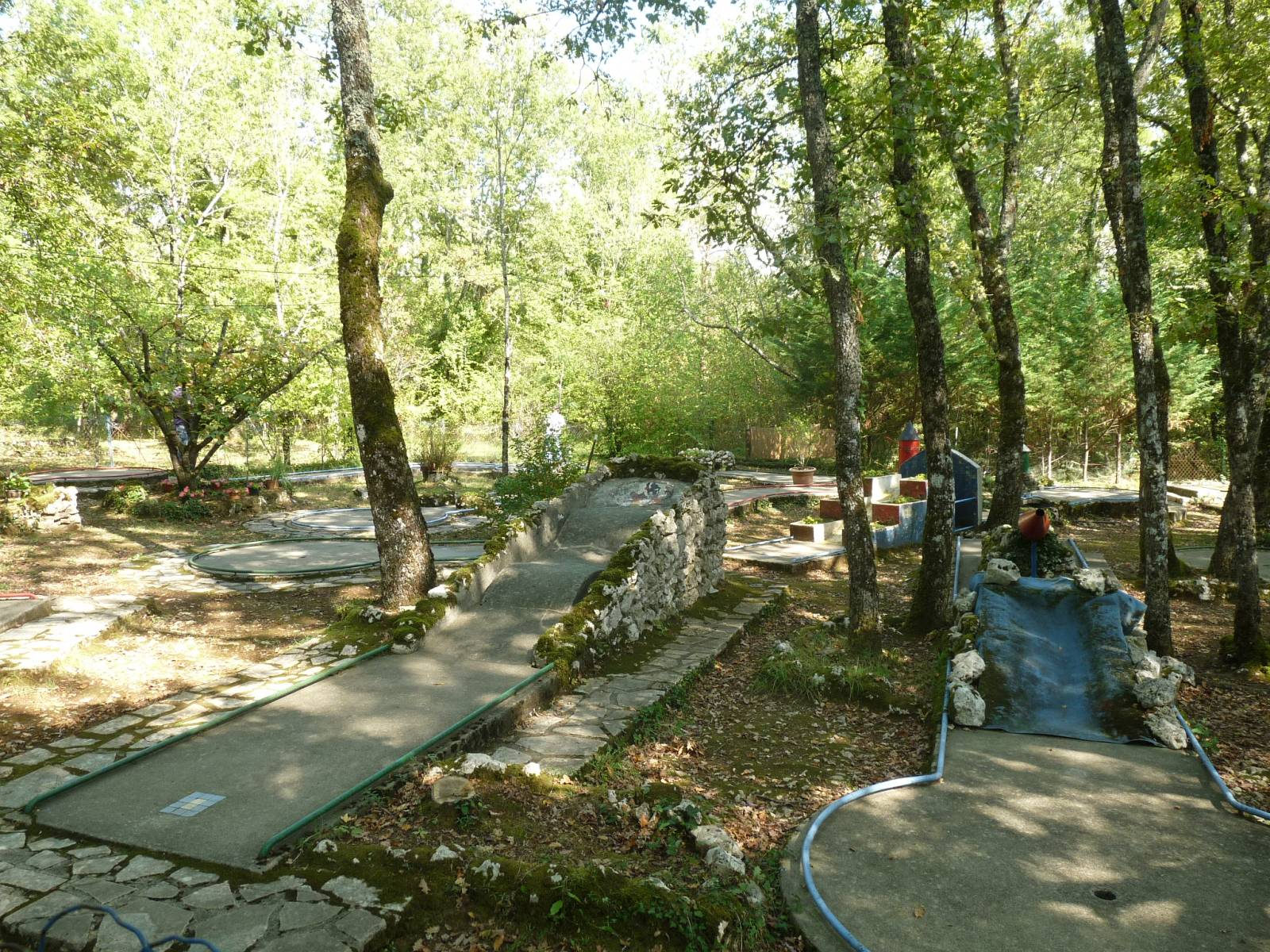
Le mini-golf.

- du 04/04 au 03/05. Fermé le samedi ; départ à 16h00 du lundi au vendredi, à 14h30 et 16h00 le dimanche.
- du 10/05 au 14/06, tous les dimanches ; départs à 14h30 et à 16h00.
- du 15/06 au 30/06, tous les jours ; départs à 14h30 et à 16h00, tous les jours.
- du 01/07 au 31/08, tous les jours de 14h00 à 18h30.
- du 01/09 au 30/09, tous les jours ; départs à 14h30 et 16h00, tous les jours.
- du 01/10 au 01/11, tous les dimanches ; départs à 14h30 et 16h00.

La visite dure environ une heure et comporte deux parcours. 
Un mini-golf est ouvert à ces mêmes périodes.

## Randonnée
Le GR 4, reliant Royan à Cannes, passe par les grottes du Quéroy.